# Jaar van de Fiets
Het jaar 2007 is door Vlaams ministerie van Welzijn, Volksgezondheid en Gezin  uitgeroepen tot (Vlaams) Jaar van de Fiets en ondersteund door diverse instellingen en organisaties. Op 31 december 2006 is het startschot gegeven door Bert Anciaux als Vlaams minister van Sport en wielerlegende Eddy Merckx en voor themajaar 2007 Jaar van de Fiets in Vlaanderen (België).

## Achtergrond
Het Vlaams ministerie van Welzijn, Volksgezondheid en Gezin met Bert Anciaux als minister van Sport, wielerlegende Eddy Merckx en enkele van de belangrijkste spelers uit de wielerwereld slaan de handen ineen. Samen roepen ze 2007 uit tot het 'Jaar van de Fiets'. 

Tal van nieuwe beleidsinitiatieven en evenementen worden ontplooid, vele andere bestaande initiatieven en manifestaties worden in 2007 volledig in het teken gesteld van de wielersport in Vlaanderen. Met '2007 Jaar van de Fiets' wil minister Bert Anciaux Vlaanderen massaal op de fiets krijgen. 

Eddy Merckx neemt het peterschap van de hele actie op zich.

## Activiteiten
In het jaar 2007 worden tal van activiteiten in Vlaanderen (België) georganiseerd.

## Verwante onderwerpen
- Fiets
- Themajaar
- 2007 Jaar van de Techniek
- 2007 Jaar van de Molens
- 2006 Rembrandtjaar
- 2006 Mozartjaar